# Màrtirs de Salsette
Els Mârtirs de Salsette foren un grup de cinc jesuïtes missioners a l'Índia, morts per la seva tasca de predicació a Cuncolim (Goa del Sud), el 25 de juliol de 1583. Són venerats com a beats per l'Església catòlica.

## Biografia
Els jesuïtes eren: 
- Rodolfo Acquaviva (Atri, Teramo, Abruços, 1550 - 1583), sacerdot italià i superior de la missió,[1]
- Alfonso Pacheco de Alarcón (Minaya, Albacete, ca. 1549 - 1583), sacerdot castellà,
- António Francisco (Coïmbra, 1553-1583, sacerdot portuguès,
- Francisco Aranha (Braga, ca. 1551 - 1583), germà jesuïta i coadjutor portuguès, i
- Pietro Berno, (Ascona, Ticino, 1553 - 1583), sacerdot suís.

Els missioners havien estat enviats a l'Índia per evangelitzar en les missions jesuïtes que hi havia a la zona, particularment la regió de Goa. Acquaviva i els seus companys s'adreçaren a la península de Salsette, on hagueren de suportar continus conflictes de les autoritats i els sacerdots hinduïstes, que consideraven la península com un territori sagrat. Els seus atacs sovint desencadenaren accions punitives dels portuguesos i això augmentà la intolerància dels indis, que suposà un perill creixent per als missioners.
Els jesuïtes decidiren d'emprendre un treball de persuasió i els cinc anaren a Cumcolim, el centre més important de Salsette. Es reuniren el 15 de juliol de 1583 a Orlim i, amb altres cristians, anaren cap a Cumcolim per edificar-hi una església i fer del lloc la base de la predicació a tota la regió. Hi arribaren el 25 de juliol de 1583 i hi aixecaren una creu i la població, instigada pel cap Pondù, els atacà. Tot i que alguns laics portaven armes, Pacheco els prohibí de fer-les servir dient que no hi havien anat a lluitar; els natius caigueren sobre ells i els mataren. Aranha, ferit, quedà viu, i l'endemà, en negar-se a adorar els déus pagans, també fou mort.
També hi moriren els laics Gonzalo Rodríguez i catorze cristians indígenes, dos nens entre ells. L'arquebisbe de Goa, Menezes, però, en va ometre els noms quan incoà la causa de beatificació al final del segle XVI.

## Veneració
Els seus cossos foren recuperats temps més tard pels portuguesos i traslladats de forma solemne a Goa, on foren considerats màrtirs. El procés de beatificació, iniciat el 1598, s'allargà, ja que s'argumentà que no es tractava d'un martiri per la fe, sinó que l'assassinat havia estat provocat per la rauxa dels natius arran de la guerra provocada per la destrucció d'alguns temples durant les incursions portugueses. En 1741 Benet XIV declarà que es tractava d'un martiri per la fe i el papa Lleó XII va proclamar els jesuïtes beats el 30 d'abril de 1893. La celebració litúrgica conjunta és el 25 de juliol.